# 巴围檬果樟
巴围檬果樟（学名：Caryodaphnopsis baviensis）为樟科檬果樟属下的一个种。

## 扩展阅读
- 維基物種上的相關：巴围檬果樟